# Hilda Sjölin
Hilda Sjölin (1837 – 1918) fue una fotógrafa sueca, una de las primeras mujeres conocidas como fotógrafa profesional en su país.

## Biografía
Hilda Sjölin, primera de tres hermanas, creció en Upsala, una ciudad situada a 79 km al noroeste de Estocolmo.
En poco tiempo, se convirtió en "competencia o rival" de Christer Strömholm, otro fotógrafo de la ciudad. Tuvieron ciertas disputas y desencuentros debido a que su contenido era del mismo nivel artístico y trataba los mismos temas. 
Sjölin ganó fama por sus paisajes de la ciudad sobre tarjeta y desde 1864 también fue contratada como fotógrafa de retrato. Fue la primera fotógrafa en tomar imágenes estereográficas de Upsala, en las que se dan los primeros efectos que simulaban el 3D, debido a su mezcla de dos imágenes en tonos rojos y azules. 
En 1873 viajó por toda Suecia junto a su hermana, aprendiendo las costumbres y hábitos de los ciudadanos de los primeros núcleos urbanos suecos. En esta ruta itinerante visitó ciudades como Estocolmo, Gotemburgo, Lund y Helsingborg. De ahí destaca la documentación de la vida en la Suecia del siglo XIX.
Hilda Sjölin perteneció a la generación de fotógrafas profesionales precursoras en Suecia después de Brita Sofía Hesselius coincidiendo con el momento del comienzo de su actividad, Hedvig Södersström en Estocolmo (1857), Emma Scherson en Gotemburgo y Wilhelmine Lagerholm en Örebro (1862), entre otras, devenía entre las primeras fotógrafas profesionales de sus respectivas ciudades; durante la década de 1860, fueron contratadas al menos 15 fotógrafas en Suecia, tres de quienes, Rosalie Sjöman, Caroline von Knorring y Bertha Valerius, formaban parte de la élite de su profesión. 
Ésta ilustración prealizada por Paula Plaza, pertenece a la imagen de Hilda Sjölin se crio en Malmö con sus tres hermanas. El 24 de mayo de 1860 se anuncia en Malmö que realiza fotografía sobre papel, y en febrero de 1861, abrió su propio estudio en Västergatan, en la casa donde se crio.
Hilda Sjölin era pronto el "rival competente" del otro fotógrafo de la ciudad, CM Tillberg, y ya no tenía que anunciar. Conocida por su tarjeta - y la fotografía de retrato, y fue a partir de 1864 hace fotografías de paisajes de las vistas a la ciudad. Fue la primera fotógrafo en tomar imágenes estereográfica de Malmö. Salió de Malmö en 1884, y se trasladó a Hörby con su hermana igualmente soltera en 1910.
En 1888, la primera mujer, Anna Hwass, se convirtió en un miembro de la junta directiva de la Sociedad Fotográfica.
En 1888 la primera mujer, Anna Hwass, llegó a ser miembro de la junta de la Sociedad Fotográfica. En este contexto Sjölin fue la más destacada de este grupo de mujeres pioneras en la fotografía debido a sus imágenes estereográficas.
 y fue destacada en el trabajo realizado.